# Mat Jackson
Mathew "Mat" Jackson, född 10 juni 1981 i Henley-in-Arden, är en brittisk racerförare.

## Racingkarriär
Jackson kör numera i BTCC, som han kom till 2001 i ett produktionsklassteam. Han blev fyra i klassen, men kom till serien på allvar först 2005 i ett familjedrivet team. Han har vunnit 5 race i karriären i klassen, trots att han aldrig har kört för ett fabriksteam.